# WildBrain
WildBrain Ltd. (dawniej DHX Media, Ltd.) – kanadyjskie przedsiębiorstwo mediowe i wytwórnia filmów animowanych. Powstało w 2006 r. jako DHX Media; od 2019 r. funkcjonuje pod nazwą WildBrain.
Jego portfolio obejmuje m.in. produkcje: Peanuts, Teletubbies, Strawberry Shortcake, Caillou, Inspector Gadget, Johnny Test i Degrassi.
Centrala firmy mieści się w Halifaksie w prowincji Nowa Szkocja.
W grudniu 2014 zakupiła Nerd Corps Entertainment.